# اکرولدی
اُکُروُلدْیْ (به مجاری: Okorvölgy) یک منطقهٔ مسکونی در مجارستان است که در ناحیه سنت‌لورینتس واقع شده‌است.